# 韦尔本
韦尔本（德語：Werben）是德国勃兰登堡州的市镇，隶属于施普雷-奈瑟县，总面积为25.01平方千米，截至2023年12月31日总人口为1,735人。